# MG42
A MG 42 (em alemão:  Maschinengewehr 42) é uma metralhadora de calibre 7,92x57mm desenvolvida durante a Segunda Guerra Mundial pela Alemanha Nazista. Sua criação visava substituir a MG 34, tendo o processo de fabricação mais simples para uma economia de guerra. A MG 42, assim como a sua predecessora, era uma metralhadora de apoio geral, sendo usada nas diferentes funções de metralhadora leve, pesada ou anti-aérea apenas com a modificação do seu reparo de apoio.
Seu batismo de fogo ocorreu na União Soviética e no norte da África, sendo um sucesso absoluto. Previa-se que ela iria substituir a MG 34, porém acabou complementando-a, por não atingir a escala de produção esperada. Recebeu muitos apelidos, como a "Serra Elétrica de Hitler" (em inglês:  Hitler's Buzzsaw) pelas tropas americanas, "Estripador de Linóleo" pelos soviéticos e "Lurdinha" pela Força Expedicionária Brasileira.

## Projeto

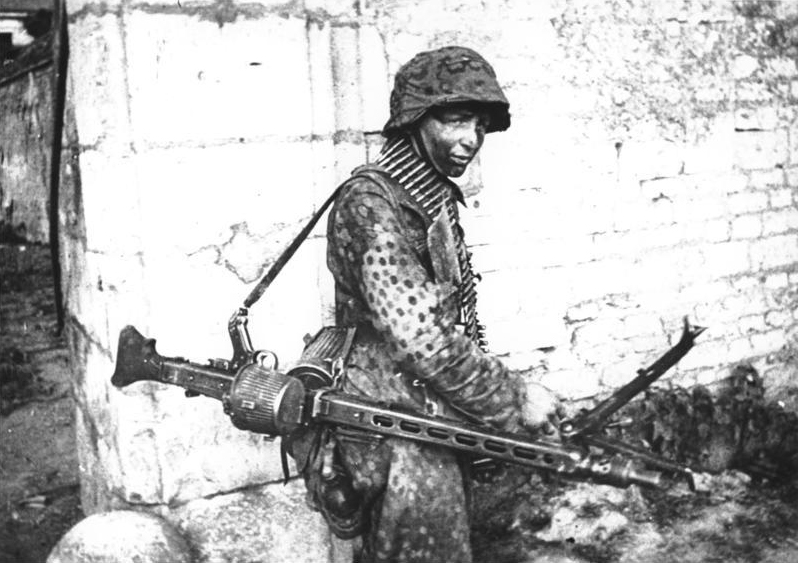
Um soldado alemão com uma MG42 em 1944.

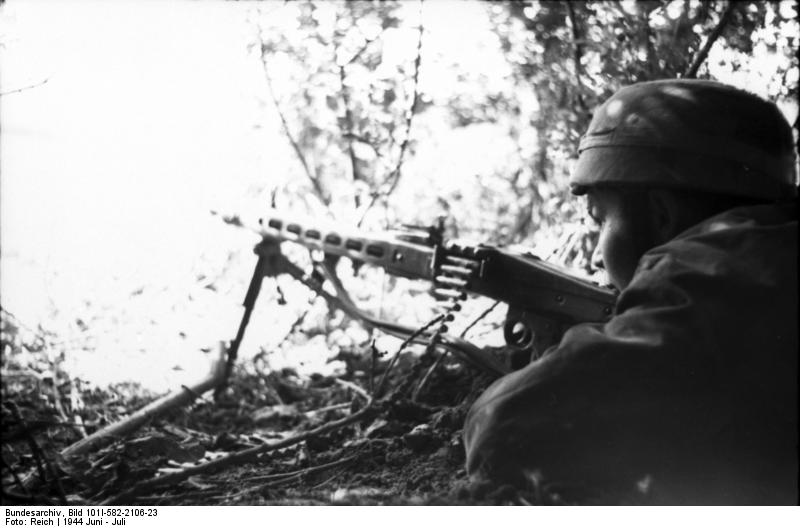
Um paraquedista alemão com sua MG 42.

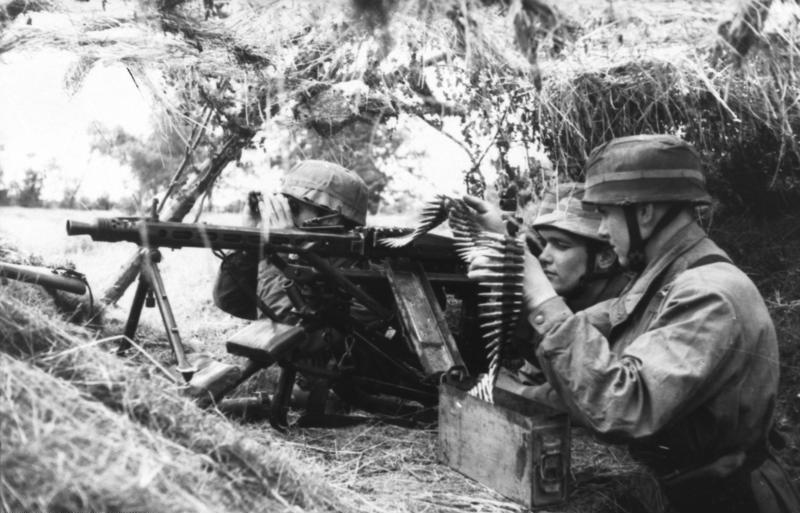
Militares alemães armados com uma metralhadora MG42 lutando na França, em 1944.

A arma foi introduzida oficialmente em 11 de outubro de 1943, depois que o Escritório de Armas do Exército procurava um sucessor para a MG 34, cuja produção era complexa e cara. O novo desenvolvimento, a MG 42, que foi projetado para produção em massa pelo processo de estampagem de chapas metálicas, foi projetado de forma que pudesse ser utilizado sem problemas por equipes familiarizadas com a arma anterior. A MG 34/41 - uma versão melhorada e simplificada do MG 34 - não entrou em produção em série, tendo apenas cerca de 300 unidades fabricadas e sendo usadas na Frente Oriental em 1942.
O MG 42 foi projetado por Werner Gruner, que trabalhou como técnico na fábrica de metais e pinturas Johannes Grossfuss, perto de Döbeln, na Saxônia. Gruner não era um especialista em armas, mas sim um especialista em produção em série, especialmente no processo de estampagem de chapas metálicas. A MG 42 usou o sistema de trancamento por rolete.
O MG era essencialmente feito de peças estampadas e moldadas. Apenas as peças mais importantes foram cuidadosamente fresadas em aço sólido. Isso significava que a arma poderia ser produzida de forma rápida, barata e em grandes quantidades. A soldagem das peças, um tanto primitiva e de aparência suja, levou os Aliados, que capturaram os primeiros exemplares no Norte da África, a acreditar inicialmente que a Alemanha estava tendo problemas para produzir armas de infantaria. No entanto, a MG 42 representou um marco na produção de armas, pois foi a primeira arma de fogo fabricada principalmente com tecnologia de estampagem de chapas metálicas. Enquanto o preço do MG 34 era de 310 RM (equivalente a 1.460 euros hoje), o MG 42 poderia ser produzido por apenas 250 RM (1.180 euros); uma economia de 25%. O tempo de produção foi reduzido de 150 para 75 horas de trabalho.

## História
Durante a campanha da FEB na Itália, a MG 42 foi apelidada de "Lurdinha" pelos pracinhas brasileiros devido à rápida cadência de tiro, que lembrava o jeito de falar da noiva ciumenta de um deles (outra versão diz que o apelido se deve ao fato de que a namorada de um dos soldados era costureira e o som da MG 42 se assemelhava ao de uma máquina de costura).
Em 1958 foi desenvolvida uma versão da MG 42 para munições de 7,62 mm, adoptadas como padrão pela NATO. A nova versão foi denominada MG 42/59 ou MG 1, dando origem às variantes MG 2 e MG 3.

## Variantes
MG 39: protótipo desenvolvido em 1939, a partir da MG34;
MG 42: redesignação da MG39, ao entrar ao serviço do Exército Alemão em 1942;
MG 42V (ou MG45): variante experimental da MG42 com um mecanismo de operação diferente e utilizando metal de pior qualidade, com vista a suprir a falta de materiais;
MG 42/59 (ou MG1): variante da MG42 desenvolvida pela Rheinmetall, com uma nova câmara para uso da munição 7.62 x 51mm NATO;
MG 1A1: como a MG1, mas com as miras calibradas para a nova munição. A maioria das MG1 existentes foram transformadas nesta versão;
MG 1A2: variante aperfeiçoada da MG1A1;
MG 1A3: variante aperfeiçoada da MG1A2;
MG 1A4: variante adaptada para uso fixo montada em veículos blindados;
MG 1A5: variante resultante da conversão de MG1A3 no padrão MG1A4;
MG 2: designação atribuída às antigas MG42 convertidas para uso da munição 7.62 x 51 mm NATO;
MG 3: variante da MG1A3 com uma mira AA instalada;
MG 3E: variante experimental da MG3, com uma redução de peso em 1,3 kg;
MG 3A1: variante da MG3 para uso fixo montada em veículos blindados.

## Uso em Portugal
Em 1962, a MG 42/59 de 7,62 mm começou a substituir as antigas metralhadoras ligeiras Dreyse m/937 como arma de apoio directo dos Pelotões de Infantaria do Exército Português. Em 1968, as MG 42 começaram a ser complementadas pelas HK-21. O objectivo seria a substituição completa das MG 42 pelas HK-21. No entanto as MG 42 foram sempre mais apreciadas pelos militares portugueses e acabaram por se manter em serviço até à actualidade. Pelas suas características muito próximas à mais recente MG 3, as MG 42 continuam atualmente a ser utilizadas em treino e formação, em especial, nas Tropas Paraquedistas. Em 2019, começaram a ser substituídas pelas FN Minimi mk3.

## Usuários
- Áustria[12]
- Djibuti[13]
- Estado Independente da Croácia
- Iraque[14][15]
- Irão[16]
- Líbia[17]
- Alemanha Nazista
- Nigéria[18]
- Portugal[19] substituída pela FN Minimi mk3[11]
- Síria[20]
- Vietname[21]
- Alemanha Ocidental[22]
- Iugoslávia - Produzido como M53.[23]